# Plateau Naturaliste

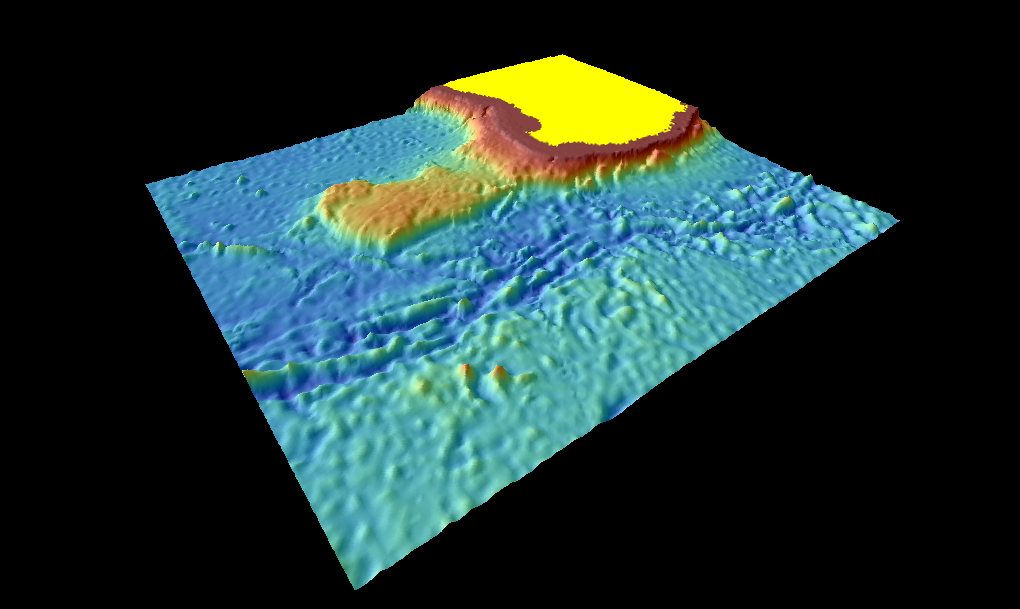
Il plateau Naturaliste

Il plateau Naturaliste è un vasto plateau oceanico sottomarino che si estende dall'Australia Occidentale all'Oceano Indiano.

## Etimologia
La denominazione del plateau, come quella della fossa Naturaliste e del capo Naturaliste, derivano dal nome della corvetta francese Le Naturaliste che, comandata dall'allora capitano di fregata Emmanuel Hamelin, assieme all'altra corvetta Le Géographe comandata dal capitano Nicolas Baudin,  fece parte della spedizione Baudin alle terre australi. La spedizione partì dal porto francese di Le Havre il 19 ottobre 1880 e la Naturaliste vi fece ritorno nel giugno 1803.

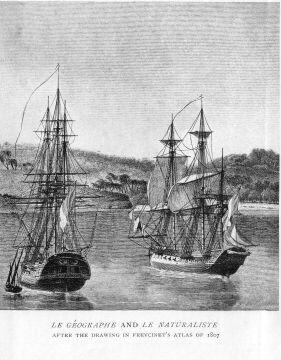
Le due corvette Le Naturaliste e Le Géographe della spedizione Baudin.

## Caratteristiche
Il Naturaliste è un plateau ad andamento rettilineo che copre un'area di 90 000 km2; ha un'ampiezza di circa 400 km in direzione est-ovest e di 250 km in direzione nord-sud. La profondità delle acque è compresa tra 1500 e 5000 m. È localizzato all'interno della riserva marina australiana nota come South-west Corner Commonwealth Marine Reserve.
Il bacino Mentelle e la fossa Naturaliste, si trovano tra la terraferma e il plateau. Il plateau è delimitato dalla piana abissale di Perth a nord e ovest, e dal bacino Australiano-Antartico a sud.
Il plateau Naturaliste cominciò a formarsi circa 136 milioni di anni fa, durante il Cretacico inferiore, quando l'Australia e l'India si separarono; la sua formazione continuò poi nel Cretacico superiore quando l'Australia e l'Antartide si suddivisero. La pendenza del plateau è piuttosto dolce nel fianco orientale, mentre diventa abbastanza ripida negli altri tre versanti. Il fianco meridionale risale alla frammentazione tra Australia e Antartide, mentre gli altri tre fianchi si formarono durante la separazione tra India e Australia. Il margine continente-oceano ha un'ampiezza di 90 km sul fianco nord e di 250 km sul bordo sud dove il plateau è fiancheggiato dalla fossa Diamantina e dalla sua zona di frattura.
Prima che l'India si separasse dall'Australia e dall'Antartide 127 milioni di anni fa, il plateau Naturaliste era fiancheggiato da due piccoli rilievi montuosi, il Batavia Knoll e il Gulden Draak Knoll, ora situati sul margine occidentale della piana abissale di Perth a 1600 km dall'Australia. A sud del plateau, circa 45 milioni di anni dopo che l'India e i due rilievi si erano separati, avvenne una scissione tra il plateau e il Bruce Rise, che ora si trova al largo dell'Antartide. La separazione continuò fino all'inizio dell'espansione del fondale oceanico che iniziò 83 milioni di anni fa.
Le rocce metamorfiche e basaltiche del basamento sono state abrase da entrambi i rilievi montuosi. Il granito protolitico proveniente dal Gulden Draak si formò 2850 milioni di anni fa sia nel cratone Yilgarn dell'Australia che nel cratone Mawson in Antartide. La crosta mesoproterozoica di questo rilievo è coeva alla crosta del plateau Naturaliste. Gneiss granitici del Neoproterozoico-Cambriano (540–530 Ma) si formarono durante o successivamente alla formazione dell'orogenesi Kuunga.